# 宇都宮地方裁判所
宇都宮地方裁判所（うつのみやちほうさいばんしょ）は、栃木県宇都宮市にある日本の地方裁判所の一つで、栃木県を管轄している。略称は、宇都宮地裁（うつのみやちさい）。真岡、大田原、栃木、足利に支部を置いている。
栃木県を管轄しており、宇都宮地方裁判所には宇都宮市に置かれている本庁のほか、真岡市、大田原市、栃木市、足利市の4市に地方裁判所と家庭裁判所の支部を設置しているほか、前述の5箇所にくわえ小山市の1箇所を加えた6箇所に簡易裁判所を設置している。また宇都宮、大田原、栃木、足利の4つの検察審査会も設置されている。

## 所在地
- 本庁：栃木県宇都宮市小幡1丁目1-38　北緯36度33分45.8秒 東経139度52分29.6秒 / 北緯36.562722度 東経139.874889度
東北新幹線・山形新幹線・JR東北線・烏山線・日光線 宇都宮駅下車 西口から作新学院・日光・大谷方面行きバス乗車（乗車時間約15分）裁判所前停留所下車
東武鉄道宇都宮線 東武宇都宮駅下車 徒歩10分
- 真岡支部：栃木県真岡市荒町5117-2　北緯36度26分30.9秒 東経140度0分55.2秒 / 北緯36.441917度 東経140.015333度
真岡鐵道真岡線 真岡駅下車 徒歩20分
JR東北線石橋駅下車 西口から真岡方面行きバス乗車（乗車時間約40分）荒町停留所下車 徒歩3分
- 大田原支部：栃木県大田原市中央2丁目3-25　北緯36度51分56.4秒 東経140度1分23.4秒 / 北緯36.865667度 東経140.023167度
JR東北線 西那須野駅下車 東口から大田原営業所行きバス乗車（乗車時間約15分）裁判所前下車
- 栃木支部：栃木県栃木市旭町16-31　北緯36度22分42.1秒 東経139度44分11.6秒 / 北緯36.378361度 東経139.736556度
JR両毛線・東武鉄道宇都宮線・東武日光線 栃木駅下車 北口から徒歩20分
- 足利支部：栃木県足利市丸山町621　北緯36度20分20.3秒 東経139度27分30.3秒 / 北緯36.338972度 東経139.458417度
JR両毛線 足利駅下車 北口から徒歩10分

## 管轄
本庁
- 宇都宮市、鹿沼市、日光市、さくら市（旧氏家町）、那須烏山市、下野市（旧南河内町）、河内郡上三川町、塩谷郡高根沢町

真岡支部
- 真岡市、芳賀郡益子町、茂木町、市貝町、芳賀町

大田原支部
- 大田原市、矢板市、那須塩原市、さくら市（旧喜連川町）、塩谷郡塩谷町、那須郡那須町、那珂川町

栃木支部
- 栃木市、小山市、下野市（旧石橋町、国分寺町）、下都賀郡壬生町、野木町

足利支部
- 足利市、佐野市

※ただし、行政事件及び真岡・大田原の各支部の合議事件と少年事件、真岡・栃木の各支部の執行事件（不動産競売）は本庁で、足利支部管内の合議事件は栃木支部でそれぞれ取り扱う。

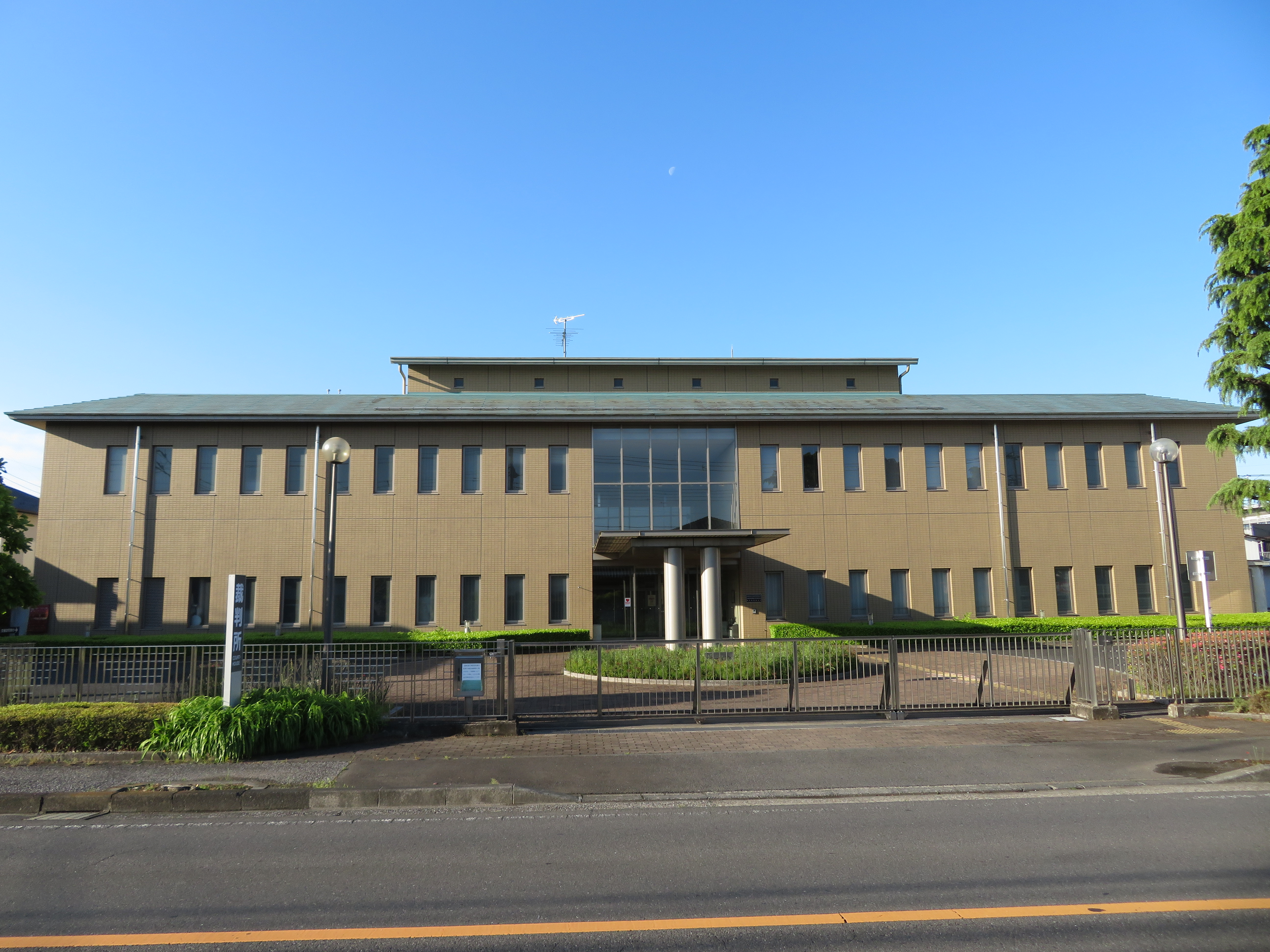
真岡支部
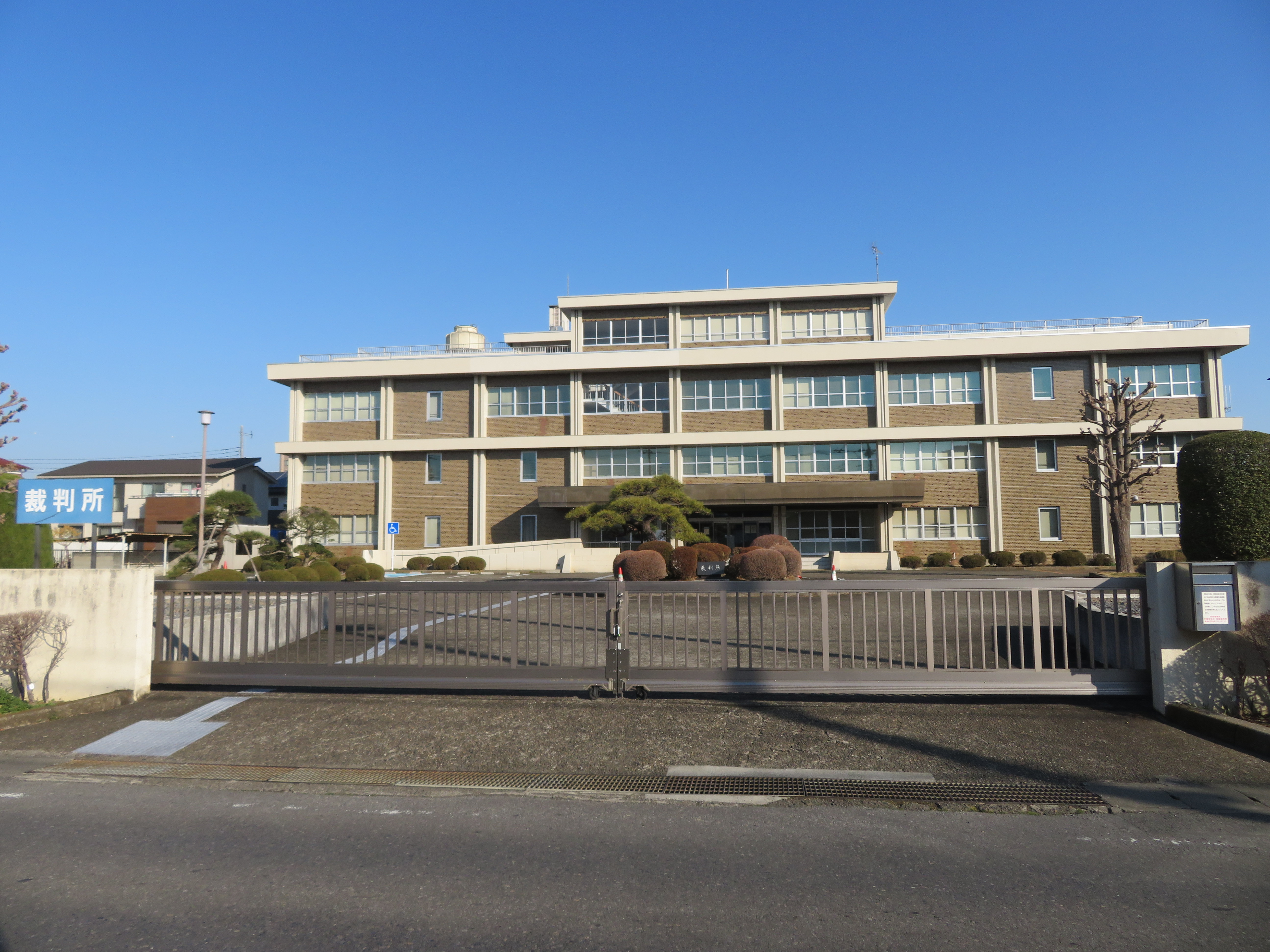
栃木支部
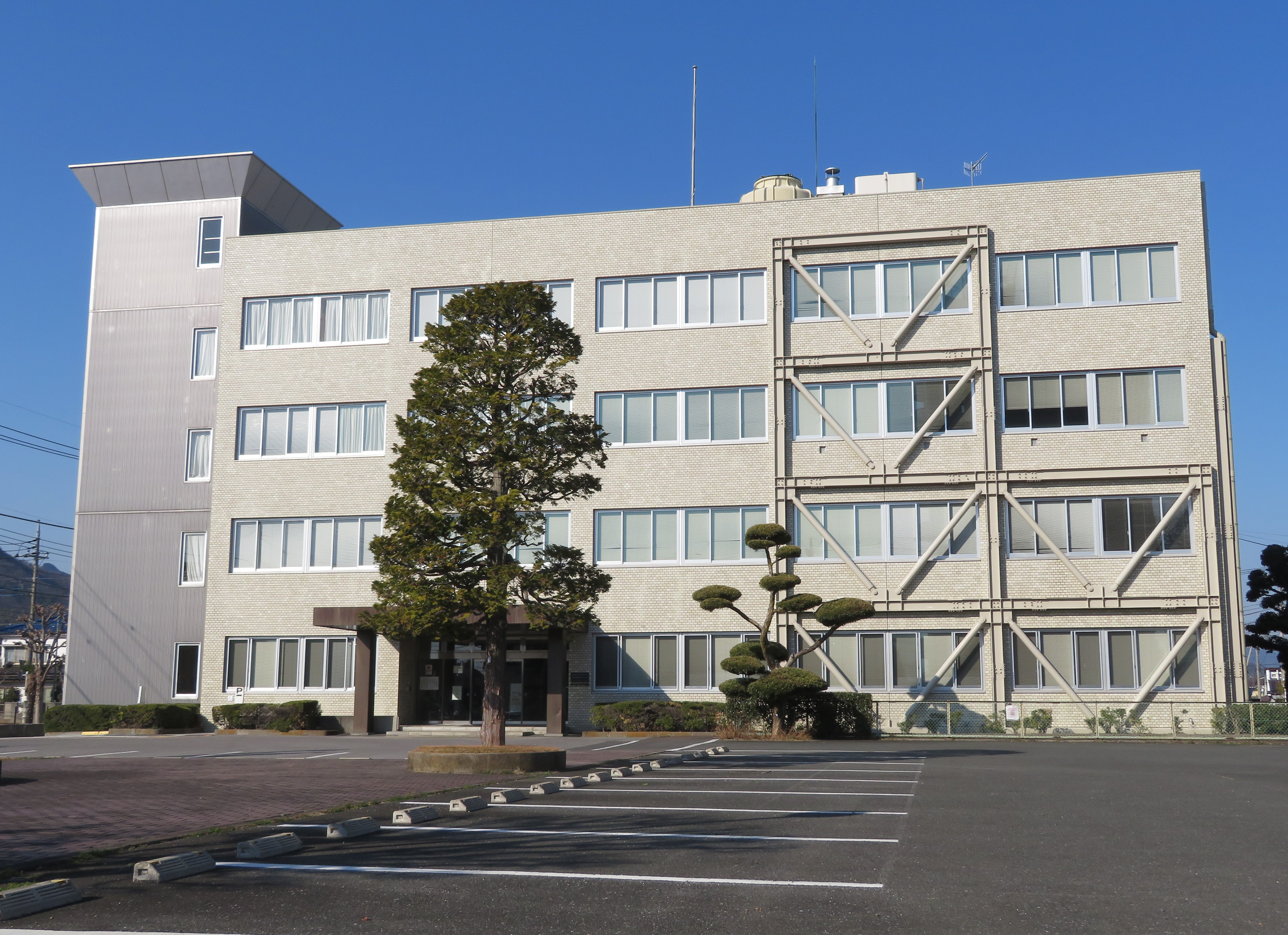
足利支部

### 管内の簡易裁判所
- 宇都宮簡易裁判所
  - 所在地：本庁と同じ
  - 管轄：宇都宮市、鹿沼市、日光市、那須烏山市、さくら市（氏家地区）、下野市（旧河内郡南河内町）、河内郡上三川町、塩谷郡高根沢町
- 真岡簡易裁判所
  - 所在地：栃木県真岡市荒町117-2
  - 管轄：真岡市、芳賀郡益子町、芳賀郡茂木町、芳賀郡市貝町、芳賀郡芳賀町
- 大田原簡易裁判所
  - 所在地：栃木県大田原市中央2-3-25
  - 管轄：大田原市、矢板市、那須塩原市、さくら市（旧塩谷郡喜連川町）、那須郡那須町、那須郡那珂川町、塩谷郡塩谷町
- 栃木簡易裁判所
  - 所在地：栃木県栃木市旭町16-31
  - 管轄：栃木市、下都賀郡壬生町
- 足利簡易裁判所
  - 所在地：栃木県足利市丸山町621
  - 管轄：足利市、佐野市
- 小山簡易裁判所
  - 所在地：栃木県小山市八幡町1-2-11
  - 管轄：小山市、下野市（旧下都賀郡石橋町、旧下都賀郡国分寺町）、下都賀郡野木町

## 歴史
- 明治5年8月12日（1872年9月14日） - 宇都宮裁判所を設置する[1]。
- 1873年（明治6年）6月15日 - 宇都宮県が栃木県に統合され、宇都宮裁判所も栃木裁判所に併合される[1]。
- 1876年（明治9年）10月17日 - 栃木裁判所が水戸裁判所栃木支庁となる[1]。
- 1881年（明治14年）10月6日 - 水戸裁判所栃木支庁を廃止し、栃木始審裁判所と宇都宮始審裁判所を設置する[1]。
- 1883年（明治16年）2月1日 - 宇都宮始審裁判所を栃木始審裁判所宇都宮支庁に改称する[1]。
- 1886年（明治19年）9月21日[1] - 栃木始審裁判所宇都宮支庁を宇都宮始審裁判所に昇格し、栃木始審裁判所を宇都宮始審裁判所栃木支庁に降格する[2][3]。
- 1887年（明治20年）10月28日[4] - 曲師町から小幡町（現在地）へ移転する[1][3]。
- 1890年（明治23年）10月1日[5] - 宇都宮地方裁判所に改称する[5][3]。
- 1908年（明治41年） - 大谷街道（現称：大通り）開通に伴い、正門を東側から南側に移す[5]。
- 1922年（大正11年）4月1日 - 宇都宮供託局を併設する[5]。
- 1947年（昭和22年）5月3日 - 宇都宮簡易裁判所を併設する[5]。
- 1948年（昭和23年）
  - 1月1日 - 家事審判所を設置する[5]。
  - 11月29日 - 検察審査会を設置する[5]。
- 1949年（昭和24年）1月1日 - 宇都宮地方裁判所の家事審判所を分離し、宇都宮家庭裁判所を設置する[6]。

## 取扱件数
2019年（平成31年/令和元年）の取扱件数（本庁のみ、単位：件）
| 区分   | 区分 | 民事事件 | 刑事事件 |
| ------ | ---- | -------- | -------- |
| 訴訟   | 新受 | 944      | 596      |
| 訴訟   | 既済 | 905      | 585      |
| 訴訟   | 未済 | 681      | 185      |
| 調停   | 新受 | 7        | ―        |
| 調停   | 既済 | 6        | ―        |
| 調停   | 未済 | 1        | ―        |
| その他 | 新受 | 3,445    | 1,951    |
| その他 | 既済 | 3,264    | 1,950    |
| その他 | 未済 | 1,430    | 7        |
| 総数   | 新受 | 4,396    | 2,547    |
| 総数   | 既済 | 4,175    | 2,535    |
| 総数   | 未済 | 2,112    | 192      |

## 歴代所長
（在任期間の後ろは異動先）
- 野崎幸雄（1987年9月 - 1988年12月 東京高等裁判所部総括判事、名古屋高等裁判所長官）
- 半谷恭一（1988年12月 - 1990年5月 東京高等裁判所部総括判事）
- 小倉顕（1990年5月 - 1991年5月 司法研修所教官、浦和地方裁判所（現:さいたま地方裁判所）所長）
- 牧野利秋（1991年5月 - 1992年4月 東京高等裁判所部総括判事）
- 高橋正（1992年4月 - 1994年3月 依願退官）
- 島田仁郎（1994年3月 - 1996年11月 浦和地方裁判所（現:さいたま地方裁判所）所長、最高裁判所長官）
- 増井和男（1996年11月 - 1998年2月 東京高等裁判所部総括判事、高松高等裁判所長官）
- 龍岡資晃（1998年2月 - 1999年8月 東京高等裁判所部総括判事、福岡高等裁判所長官）
- 赤塚信雄（1999年8月 - 2002年3月 東京高等裁判所部総括判事）
- 阿部文洋（2002年3月 - 2003年3月31日 千葉地方裁判所長、東京高等裁判所部総括判事）
- 中野哲弘（2003年4月 - 2005年1月 東京高等裁判所部総括判事、知的財産高等裁判所長）
- 大野市太郎（2005年1月 - 2006年9月 東京高等裁判所部総括判事、大阪高等裁判所長官）
- 園尾隆司（2006年9月 - 2007年12月 静岡地方裁判所長、東京高等裁判所部総括判事）
- 西岡清一郎（2007年12月 - 2009年12月 東京高等裁判所部総括判事）
- 村瀬均（2009年12月 - 2011年1月 東京高等裁判所部総括判事）
- 荒井勉（2011年1月 - 2012年3月 さいたま地方裁判所長）
- 綿引万里子（2012年3月 - 2014年7月 横浜家庭裁判所長）
- 野山宏（2014年7月 - 2016年6月 東京高等裁判所部総括判事）[8]
- 菅野雅之（2016年6月 - 2017年7月 東京高等裁判所部総括判事）[9]
- 岩井伸晃（2017年7月 - 2019年7月 東京高等裁判所部総括判事）[10]
- 小野瀬厚（2019年7月 - 2020年10月 東京高等裁判所部総括判事）[11]
- 後藤健（2020年10月 - 2022年9月 裁判所職員総合研修所長）[12]
- 手嶋あさみ（2022年9月 - 2023年6月 東京高等裁判所部総括判事）[13]
- 山田真紀（2023年6月 - 現職)

## 関連人物
- 山本元吉 - 元・裁判所書記、山本有三の父[14]